# Hallonympha paucipuncta
Hallonympha paucipuncta is een vlindersoort uit de familie van de prachtvlinders (Riodinidae), onderfamilie Riodininae.
Hallonympha paucipuncta werd in 1930 beschreven door Spitz.